# Jelen milu
Jelen milu (Elaphurus davidianus), též jelen Davidův nebo jelen pátera Davida je vzácný druh jelena, který v přírodě vyhynul již před téměř 200 lety. V zajetí se však dobře rozmnožuje a na konci 20. století byl reintrodukován do své původní domoviny.

## Popis
- hmotnost: 100–300 kg
- délka těla: 190–210 cm
- délka ocasu: 25–65 cm
- výška v kohoutku: 100–130 cm

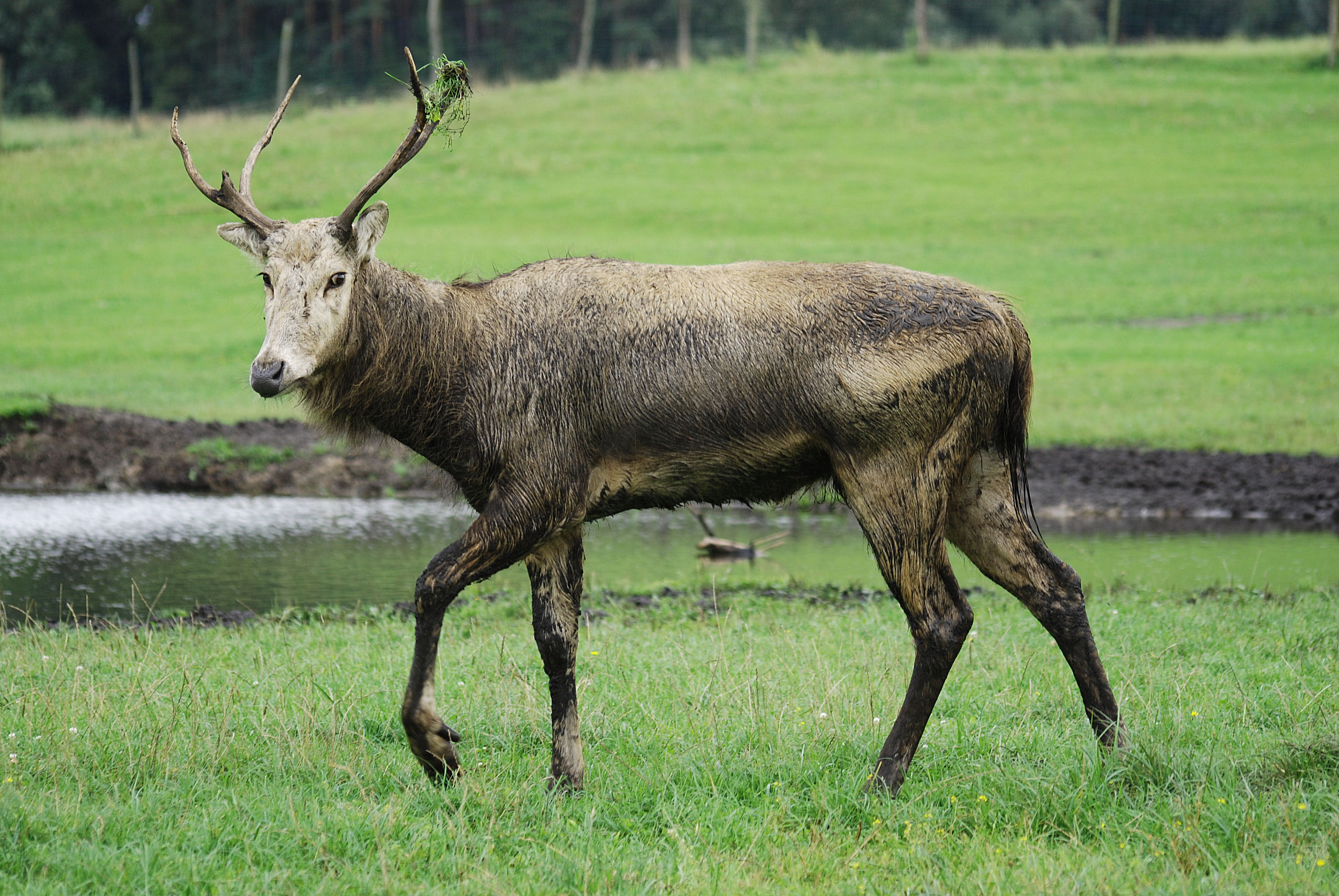
Samec

Jelen milu je silný, poněkud podivně vypadající jelen s protáhlou hlavou nesenou na štíhlém krku. Končetiny jsou dlouhé a kopýtka široká, podobná sobím. Ocas je velmi dlouhý, zakončený černým střapcem. Na hlavě jsou nápadné předoční žlázy, ušní boltce jsou menší, zato oči velké a výrazné. Samci nesou paroží, které se zdá být „naopak“, výsady směřují dozadu, větvení je také neobvyklé, dichotomické. Další zvláštností je fakt, že během roku mohou vyrůst dvě sady paroží – letní parohy jsou větší a jeleni je shazují v listopadu, další pár doroste v lednu a shazován je několik týdnů poté.
Letní srst je okrová až načervenalá, s dlouhými vlnitými pesíky. Zimní srst je hustší a matně šedá, s krémovou podsadou. Samci mají krční hřívu a jsou větší než laně. Kolouši jsou bíle skvrnití a při narození váží kolem 11 kg.
V Číně se o něm mluví jako o zvířeti složeném ze čtyř částí. Jeho hlava prý připomíná jelena, krk se podobá velbloudímu, ocas má z osla a paznehty jsou kravské. Existují i další verze: jelen milu má mít velbloudí krk, oslí ocas, kravské pazhehty a jelení parohy nebo paroží jelena, ale hlavu podobnou hlavě koně a tělo kravské.

## Rozšíření a početnost
V minulosti jeleni milu obývali mokřady a rákosové porosty na středovýchodě a severu Číny, nicméně kvůli nadměrnému lovu a rozšiřování rýžových polí zmizel už kolem roku 200 n. l. Jeleni milu však přežili v císařském loveckém parku Nau-Hai-Tsue u Pekingu, kde žili chráněni za zdí pro potěchu císařského dvora.
V roce 1865 je pro západní vědu objevil francouzský misionář a přírodovědec páter Armand David, který v něm poznal dosud nepopsaný druh soba. Páter David byl schopný získat dvě kompletní kůže tohoto zvířete, které odvezl s sebou do Evropy – na základě těchto kůží pak Milne-Edwards jelena milu vědecky popsal. Čínský císař následně daroval několik zvířat Francii, Německu a Velké Británii. Právě včas, protože při záplavách v roce 1894 byla stržena zeď kolem parku a většina stáda uhynula. Zbývajících asi 30 kusů pak bylo vybito během povstání boxerů roku 1900.
Po zániku populace v Číně bylo zbývajících 18 jelenů milu, kteří zůstali v Evropě, převezeno do parku Woburnského opatství v Anglii, kde se je podařilo rozmnožit a jelen milu začal být chován i v ostatních evropských zoologických zahradách, v roce 1956 se čtyři jeleni milu dostali i do Pekingské ZOO.
V roce 1985 byl jelen milu reintrodukován do přírodního parku v blízkosti Pekingu, tam, kde se kdysi nacházel císařský lovecký park. O rok později byli vysazeni také v rezervaci Ta-feng (Dafeng) u Šanghaje. V těchto rezervacích jsou zvířata chována oborovým způsobem.
V současnosti jsou jeleni milu chováni v zoologických zahradách i na farmách na celém světě, jen v Číně jich v oborách a přírodních rezervacích žije asi 2000. Od roku 1998 jsou vypouštěni i do volné přírody.

## Biologie

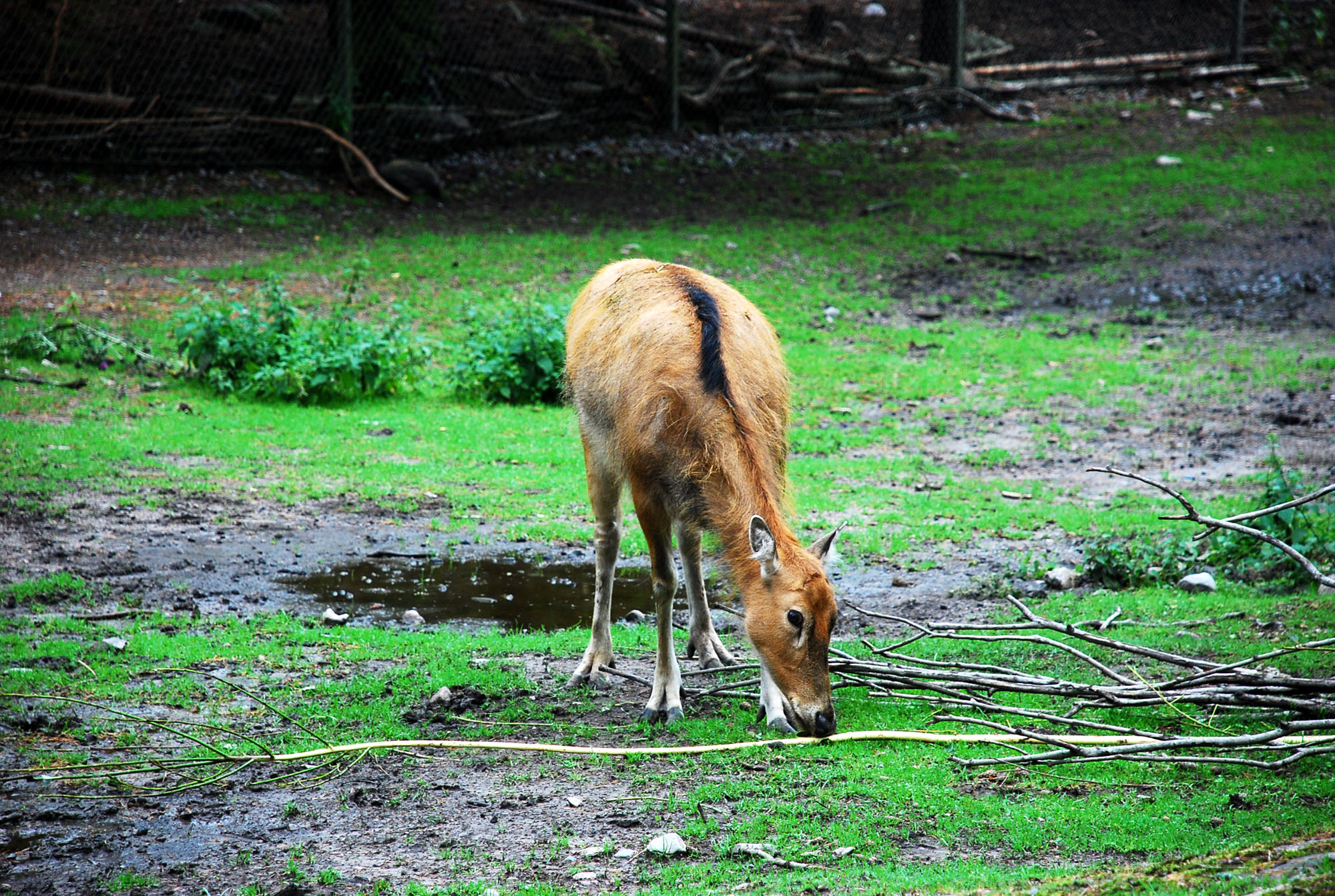
Jelen milu

Všechny znalosti o chování jelena milu pocházejí z pozorování v zajetí. Jsou to společenská zvířata, která se sdružují do velkých smíšených stád. Mezi jeleny jsou výjimeční svým vztahem k vodě – velmi dobře a rádi plavou. Jsou to pasoucí se býložravci, jejich potravou jsou hlavně trávy a vodní rostliny.
Asi dva měsíce před příchodem říje samci opouštějí stáda. Vrátí se až v červnu, v říji, kdy bojují o právo pářit se s laněmi. Jejich zbraněmi v boji jsou kromě parohů i zuby a přední končetiny.
Březost trvá asi 280 dní, poté se rodí 1-2 mláďata, která laň vodí 10-11 měsíců. Žijí průměrně 18 let.

## Původ
Jelen milu je pravděpodobně mezidruhovým křížencem mezi jelenem lyrorohým Cervus eldi (matka) a jelenem wapiti Cervus canadensis (otec) nebo mezi nějakými dnes vymřelými druhy blízce příbuznými obou uvedených. Vzhledem k tomu, že existuje fosilní záznam jelena milu z pozdního pliocénu, jeho vznik není ovlivněn lidmi.

## Ohrožení
V roce 1997 byl IUCN jelen milu ohodnocen jako kriticky ohrožený druh, v přírodě žilo méně než 50 kusů. To v současnosti zřejmě již neplatí, nicméně jelen milu potřebuje stále ochranu člověka.

## Jelen milu v českých zoo
- ZOO Brno

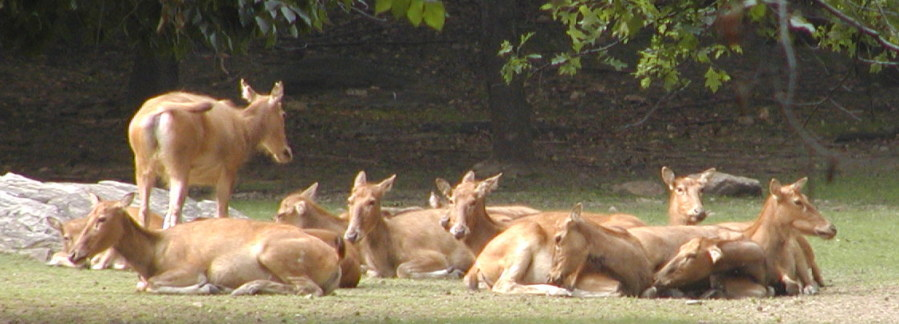
Skupina jelenů milu

- ZOO Chomutov (Podkrušnohorský zoopark Chomutov)
- ZOO Ostrava
- Podleský mlýn